# Liptovské Sliače
Liptovské Sliače (do roku 2001 Sliače) jsou obec na Slovensku v okrese Ružomberok. V roce 2017 zde žilo 3 755 obyvatel. První písemná zmínka o obci pochází z roku 1251. V katastrálním území obce je přírodní rezervace Sliačske travertíny.

## Osobnosti
- Jozef Hanula – slovenský malíř a pedagog

## Významné stavby
- Kostel svatého Šimona a Judy (Liptovské Sliače)

## Partnerské obce
- Háj ve Slezsku, Česko